# Kammarkör
Kammarkör (tyska: Kammerchor; engelska: chamber choir) är en blandad kör med i regel 20–30 sångare, ofta på professionell eller halvprofessionell nivå. Körtypen fick sitt genombrott i Sverige med den av Eric Ericson 1945 grundade Kammarkören (numera Eric Ericsons Kammarkör). Utmärkande för körtypen är att repertoaren ofta huvudsakligen består av västerländsk konstmusik.